# Грунстеин, Александра
Александра Грунстеин (нидерл. Alexandra Groenestein) — американо-голландская певица, автор песен и актриса. После непродолжительной кинокарьеры с 2014 года посвятила себя музыкальному творчеству под псевдонимом «Alex Who?».

## Биография
Александра Грунстеин смешанного голландско-танзанийского происхождения. Она родилась в 1995 году в городе Ва́генинген, Нидерланды. Семья певицы поддерживает тесные отношения со своими родственниками в Танзании, где живут 6 братьев и сестёр её матери.
Александра училась в школе Пантарейн, а затем продолжила образование на курсе ATKA факультета Академия театра и танца Университета искусств Амстердама. Выпуск состоялся в 2012 году и был ознаменован студенческим спектаклем «Delitto» (итал. Преступление), показанным в рамках Международного фестиваля театральных школ в Амстердаме. Затем Алекс вместе со своей сокурсницей Дихи Вит (нидерл. Dichi Wit) прошли стажировку в рамках Подпольного театрального фестиваля Аль-Кудс. Результатом этой поездки стал музыкальный спектакль «Иерусалим-Узловая».
Параллельно с учёбой Александра Грунстеин снималась в кино и сериалах. Первой была эпизодическая роль в фильме «Небылицы». Затем сразу же главная роль в одной из серий второго сезона сериала Забытый богом. Потом две роли в 2013 году и две — в 2014. После этого Алекс прерывает артистическую карьеру и полностью посвящает себя музыке.
Одновременно с учёбой и игрой в телесериалах Алекс пела в барах Амстердама. Там её заметил один из друзей Крейга Калльмана, руководителя студии Атлантикс Рекордс, что открыло для Александры дорогу к американским звукозаписывающим компаниям. В итоге в 2015 году она подписала контракт с Empire Distribution. Певица взяла себе псевдоним Alex Who? (рус. Алекс… кто?), имеющий шутливый подтекст.
На конец 2017 года «Alex Who?» записала два сингла и один мини-альбом This is who. Выход второй части EP This is who состоялся в 2018 году.
В своём музыкальном творчестве Александра Грунстеин выделяла влияние Нины Симон, Эми Уайнхаус и Марвина Гэя. В основном обозреватели соглашаются с мнением Александры, добавляя имена Адель, Леоны Льюис и Алиши Киз.
В мае 2022 года Александра Грунстеин умерла от сердечного приступа в возрасте 27 лет.

## Фильмография
| Год       |   | Русское название            | Оригинальное название             | Роль                        |
| --------- | - | --------------------------- | --------------------------------- | --------------------------- |
| 2010      | ф | Небылицы                    | Sterke verhalen                   | Девушка 2 / Meisje 2        |
| 2012—2012 | с | Забытый богом               | Van God Los                       | Элвира Зебел / Elvira Zebel |
| 2013—2013 | с | Девушка-дрель Макса и Билли | Max En Billy's Drill Machine Girl | Сюзан / Susan               |
| 2013      | ф | Любовь и секс на Ибице      | Verliefd op Ibiza                 | Ясмин / Yasmin              |
| 2014—2014 | с | Убийственная женщина        | Moordvrouw                        | Андреа / Andrea             |
| 2014      | ф | Вечный разгильдяй           | Aanmodderfakker                   | Эстер / Esther              |

## Дискография
- 2017 — Dirty Little Secret — сингл
- 2017 — Summer in December — сингл
- 2017 — This is who Part one — EP
- 2018 — This is who Part two — EP

### Комментарии
1. ↑  Мать Александры держит магазин кухонных принадлежностей в центре Вагенингена[8].
2. ↑  Полный критический обзор вышедшего EP можно посмотреть, например в K. Holmes, We Plug GOOD Music, 2017.